# Камский (Нижнекамский район)
 Камский  — поселок в Нижнекамском районе Татарстана. Входит в состав Шереметьевского сельского поселения.

## География
Находится в центральной части Татарстана на расстоянии приблизительно 34 км по прямой на юг-юго-запад от районного центра города Нижнекамск.

## История
Основан в 1920-х годах как посёлок Новосёлки. С 1930-х годов центральная усадьба совхоза «Прикамский». Нынешнее название актуально с конца 1960-х годов.

## Население
Постоянных жителей было: в 1926 году — 66, в 1949—573, в 1958—804, в 1970—750, в 1979—406, в 1989—348, в 2002 − 357 (русские 67 %), 240 в 2010.